# Sphinginae
De Sphinginae zijn een onderfamilie van vlinders uit de familie pijlstaarten (Sphingidae).

## Taxonomie
- Geslachtengroep Acherontiini Boisduval, 1875
  - Acherontia
    - Acherontia atropos (Linnaeus) 1758
    - Acherontia lachesis (Fabricius, 1798)
    - Acherontia styx Westwood, 1847

  - Agrius
    - Agrius cingulata (Fabricius, 1775)
    - Agrius convolvuli (Linnaeus, 1758) - Windepijlstaart
    - Agrius cordiae Riotte, 1984
    - Agrius godarti (W.S.Macleay, 1826)
    - Agrius luctifera (Walker, 1865)
    - Agrius rothschildi Kitching & Cadiou, 2000

  - Callosphingia
    - Callosphingia circe (Fawcett, 1915)

  - Coelonia
    - Coelonia brevis Rothschild & Jordan, 1915
    - Coelonia fulvinotata (Butler, 1875)
    - Coelonia solani (Boisduval, 1833)

  - Megacorma
    - Megacorma obliqua (Walker, 1856)
- Geslachtengroep Sphingini Latreille, 1802
  - Amphimoea
    - Amphimoea walkeri (Boisduval, 1875)

  - Apocalypsis
    - Apocalypsis velox (Butler, 1876)

  - Ceratomia
    - Ceratomia amyntor (Geyer, 1835)
    - Ceratomia catalpae (Boisduval, 1875)
    - Ceratomia hageni Grote, 1874
    - Ceratomia hoffmanni Mooser, 1942
    - Ceratomia sonorensis Hodges, 1971
    - Ceratomia undulosa (Walker, 1856)

  - Cocytius
    - Cocytius antaeus (Drury, 1773)
    - Cocytius beelzebuth (Boisduval, 1875)
    - Cocytius duponchel (Poey, 1832)
    - Cocytius lucifer Rothschild & Jordan, 1903
    - Cocytius mortuorum Rothschild & Jordan, 1910
    - Cocytius vitrinus Rothschild & Jordan, 1910

  - Dolba
    - Dolba hyloeus (Drury, 1773)

  - Dolbogene
    - Dolbogene hartwegii (Butler, 1875)
    - Dolbogene igualana (Schaus, 1932)

  - Dovania
    - Dovania neumanni Jordan, 1925
    - Dovania poecila Rothschild & Jordan, 1903

  - Ellenbeckia
    - Ellenbeckia monospila Rothschild & Jordan, 1903

  - Euryglottis
    - Euryglottis albostigmata Rothschild, 1895
    - Euryglottis aper (Walker, 1856)
    - Euryglottis davidianus Dognin, 1891
    - Euryglottis dognini Rothschild, 1896
    - Euryglottis guttiventris (Rothschild & Jordan, 1903)
    - Euryglottis johannes Eitschberger, 1998
    - Euryglottis oliver Eitschberger, 1998

  - Hoplistopus
    - Hoplistopus butti (Rothschild & Jordan, 1903)
    - Hoplistopus penricei (Rothschild & Jordan, 1903)

  - Isoparce
    - Isoparce cupressi (Boisduval, 1875)

  - Lapara
    - Lapara bombycoides Walker, 1856
    - Lapara coniferarum (JE Smith, 1797)
    - Lapara halicarnie Strecker, 1880
    - Lapara phaeobrachycerous Brou, 1994

  - Leucomonia
    - Leucomonia bethia (Kirby, 1877)

  - Litosphingia
    - Litosphingia corticea Jordan, 1920

  - Lomocyma
    - Lomocyma oegrapha (Mabille, 1884)

  - Macropoliana
    - Macropoliana afarorum Rougeot, 1975
    - Macropoliana asirensis Wiltshire, 1980
    - Macropoliana ferax (Rothschild & Jordan, 1916)
    - Macropoliana natalensis (Butler, 1875)
    - Macropoliana oheffernani (Gess, 1967)
    - Macropoliana scheveni Carcasson, 1972

  - Manduca
    - Manduca afflicta (Grote, 1865)
    - Manduca albiplaga (Walker, 1856)
    - Manduca albolineata (Gehlen, 1935)
    - Manduca andicola (Rothschild & Jordan, 1916)
    - Manduca armatipes (Rothschild & Jordan, 1916)
    - Manduca aztecus (Mooser, 1942)
    - Manduca barnesi (Clark, 1919)
    - Manduca bergarmatipes (Clark, 1927)
    - Manduca bergi (Rothschild & Jordan, 1903)
    - Manduca blackburni (Butler, 1880)
    - Manduca boliviana (Clark, 1923)
    - Manduca brasilensis (Jordan, 1911)
    - Manduca brontes (Drury, 1773)
    - Manduca brunalba (Clark, 1929)
    - Manduca camposi (Schaus, 1932)
    - Manduca caribbeus (Cary, 1952)
    - Manduca chinchilla (Gehlen, 1942)
    - Manduca clarki (Rothschild & Jordan, 1916)
    - Manduca contracta (Butler, 1875)
    - Manduca corallina (Druce, 1883)
    - Manduca corumbensis (Clark, 1920)
    - Manduca dalica (Kirby, 1877)
    - Manduca diffissa (Butler, 1871)
    - Manduca dilucida (Edwards, 1887)
    - Manduca empusa (Kernbach, 1965)
    - Manduca extrema (Gehlen, 1926)
    - Manduca feronia (Kernbach, 1968)
    - Manduca florestan (Stoll, 1782)
    - Manduca fosteri (Rothschild & Jordan, 1906)
    - Manduca franciscae (Clark, 1916)
    - Manduca gueneei (Clark, 1932)
    - Manduca hannibal (Cramer, 1779)
    - Manduca huascara (Schaus, 1941)
    - Manduca incisa (Walker, 1956)
    - Manduca janira (Jordan, 1911)
    - Manduca jasminearum (Guerin-Meneville, 1832)
    - Manduca johanni (Cary, 1958)
    - Manduca jordani (Giacomelli, 1912)
    - Manduca kuschei (Clark, 1920)
    - Manduca lanuginosa (Edwards, 1887)
    - Manduca lefeburii (Guerin-Meneville, 1844)
    - Manduca leucospila (Rothschild & Jordan, 1903)
    - Manduca lichenea (Burmeister, 1855)
    - Manduca lucetius (Cramer, 1780)
    - Manduca manducoides (Rothschild, 1895)
    - Manduca morelia (Druce, 1884)
    - Manduca mossi (Jordan, 1911)
    - Manduca muscosa (Rothschild & Jordan, 1903)
    - Manduca occulta (Rothschild & Jordan, 1903)
    - Manduca ochus (Klug, 1836)
    - Manduca opima (Rothschild and Jordan, 1916)
    - Manduca pellenia (Herrich-Schaffer, 1854)
    - Manduca prestoni (Gehlen, 1926)
    - Manduca quinquemaculatus (Haworth, 1803)
    - Manduca reducta (Gehlen, 1930)
    - Manduca rustica (Fabricius, 1775)
    - Manduca schausi (Clark, 1919)
    - Manduca scutata (Rothschild & Jordan, 1903)
    - Manduca sesquiplex (Boisduval, 1870)
    - Manduca sexta (Linnaeus, 1763)
    - Manduca stuarti (Rothschild, 1896)
    - Manduca trimacula (Rothschild & Jordan, 1903)
    - Manduca tucumana (Rothschild & Jordan, 1903)
    - Manduca undata (Rothschild & Jordan, 1903)
    - Manduca vestalis (Jordan, 1917)
    - Manduca violaalba (Clark, 1922)
    - Manduca wellingi Brou, 1984

  - Nannoparce
    - Nannoparce balsa Schaus, 1932
    - Nannoparce poeyi (Grote, 1865)

  - Neococytius
    - Neococytius cluentius (Cramer, 1775)

  - Neogene
    - Neogene albescens Clark, 1929
    - Neogene carrerasi (Giacomelli, 1911)
    - Neogene corumbensis Clark, 1922
    - Neogene curitiba Jones, 1908
    - Neogene dynaeus (Hubner, 1927)
    - Neogene intermedia Clark, 1935
    - Neogene pictus Clark, 1931
    - Neogene reevei (Druce, 1882)
    - Neogene steinbachi Clark, 1924

  - Oligographa
    - Oligographa juniperi (Boisduval, 1847)

  - Panogena
    - Panogena jasmini (Boisduval, 1875)
    - Panogena lingens (Butler, 1877)

  - Pantophaea
    - Pantophaea favillacea (Walker, 1866)
    - Pantophaea jordani (Joicey & Talbot, 1916)
    - Pantophaea oneili (Clark, 1925)

  - Paratrea
    - Paratrea plebeja (Fabricius, 1777)

  - Poliana
    - Poliana albescens Inoue, 1996
    - Poliana buchholzi (Plotz, 1880)
    - Poliana leucomelas Rothschild & Jordan, 1915
    - Poliana micra Rothschild & Jordan, 1903
    - Poliana wintgensi (Strand, 1910)

  - Praedora
    - Praedora leucophaea Rothschild & Jordan, 1903
    - Praedora marshalli Rothschild & Jordan, 1903
    - Praedora plagiata Rothschild & Jordan, 1903

  - Pseudodolbina
    - Pseudodolbina aequalis Rothschild & Jordan, 1903
    - Pseudodolbina fo (Walker, 1856)

  - Psilogramma
    - Psilogramma increta (Walker, 1865)
    - Psilogramma jordana Bethune-Baker, 1905
    - Psilogramma menephron (Cramer, 1780)
    - Psilogramma papuensis 
    - Psilogramma wannanensis Meng, 1990

  - Sagenosoma
    - Sagenosoma elsa (Strecker, 1878)

  - Sphinx
    - Sphinx adumbrata (Dyar, 1912)
    - Sphinx arthuri Rothschild, 1897
    - Sphinx asellus (Rothschild & Jordan, 1903)
    - Sphinx aurigutta (Rothschild & Jordan, 1903)
    - Sphinx balsae (Schaus, 1932)
    - Sphinx biolleyi (Schaus, 1912)
    - Sphinx caligineus (Butler, 1877)
    - Sphinx canadensis (Boisduval, 1875)
    - Sphinx centrosinaria Kitching & Jin, 1998
    - Sphinx chersis (Hubner, 1823)
    - Sphinx chisoya (Schaus, 1932)
    - Sphinx constricta Butler, 1885
    - Sphinx crassistriga (Rothschild & Jordan, 1903)
    - Sphinx dollii Neumoegen, 1881
    - Sphinx drupiferarum JE Smith, 1797
    - Sphinx eremitoides Strecker, 1874
    - Sphinx eremitus (Hubner, 1823)
    - Sphinx formosana Riotte, 1970
    - Sphinx franckii Neumoegen, 1893
    - Sphinx geminus (Rothschild & Jordan, 1903)
    - Sphinx gordius Cramer, 1779
    - Sphinx istar (Rothschild & Jordan, 1903)
    - Sphinx justiciae Walker, 1856
    - Sphinx kalmiae JE Smith, 1797
    - Sphinx leucophaeata Clemens, 1859
    - Sphinx libocedrus Edwards, 1881
    - Sphinx ligustri Linnaeus, 1758
    - Sphinx lugens Walker, 1856
    - Sphinx luscitiosa Clemens, 1859
    - Sphinx maura Burmeister, 1879
    - Sphinx maurorum (Jordan, 1931)
    - Sphinx merops Boisduval, 1870
    - Sphinx morio (Rothschild & Jordan, 1903)
    - Sphinx oberthueri (Rothschild & Jordan, 1903)
    - Sphinx perelegans Edwards, 1874
    - Sphinx phalerata Kernbach, 1955
    - Sphinx pinastri Linnaeus, 1758
    - Sphinx pitzahuac Mooser, 1948
    - Sphinx poecila Stephens, 1828
    - Sphinx porioni Cadiou, 1995
    - Sphinx praelongus (Rothschild & Jordan, 1903)
    - Sphinx pseudostigmatica Gehlen, 1928
    - Sphinx separatus Neumoegen, 1885
    - Sphinx sequoiae Boisduval, 1868
    - Sphinx smithi Cadiou, 1998
    - Sphinx tricolor Clark, 1923
    - Sphinx vashti Strecker, 1878
    - Sphinx xantus Cary, 1963

  - Thamnoecha
    - Thamnoecha uniformis (Butler, 1875)

  - Xanthopan
    - Xanthopan morganii (Walker, 1856)
- niet ingedeeld in geslachtengroep Ihlegramma